# Mauzóleum

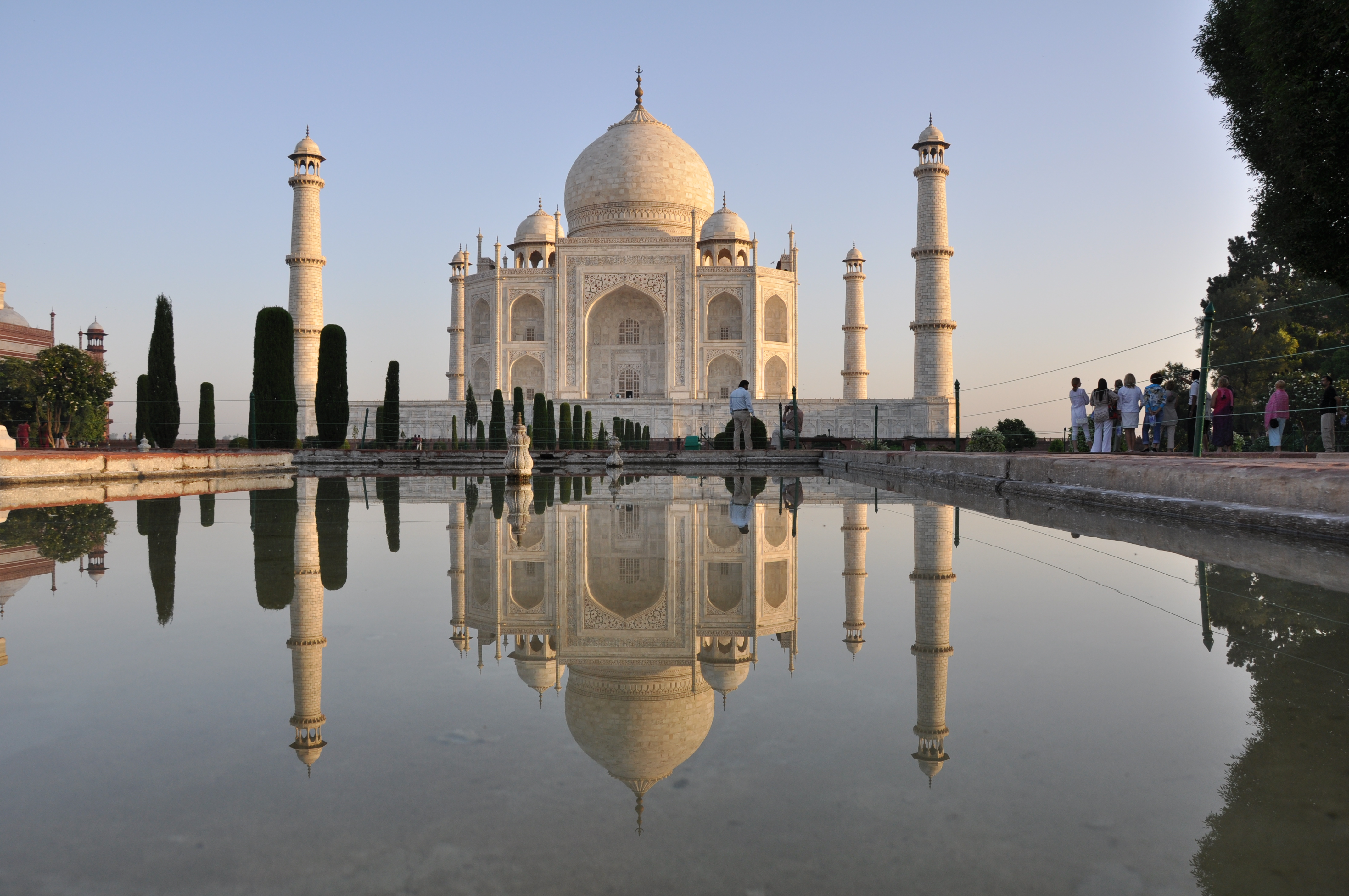
Tádzs Mahal

A mauzóleum nagy, díszes síremlék.

## A név eredete

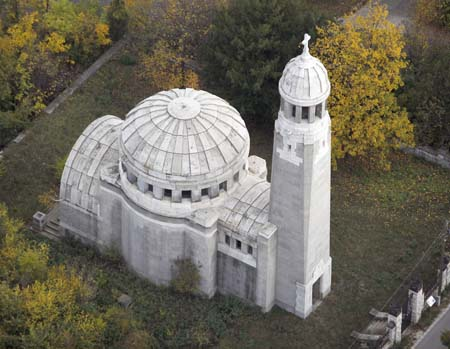
A Törley-mauzóleum

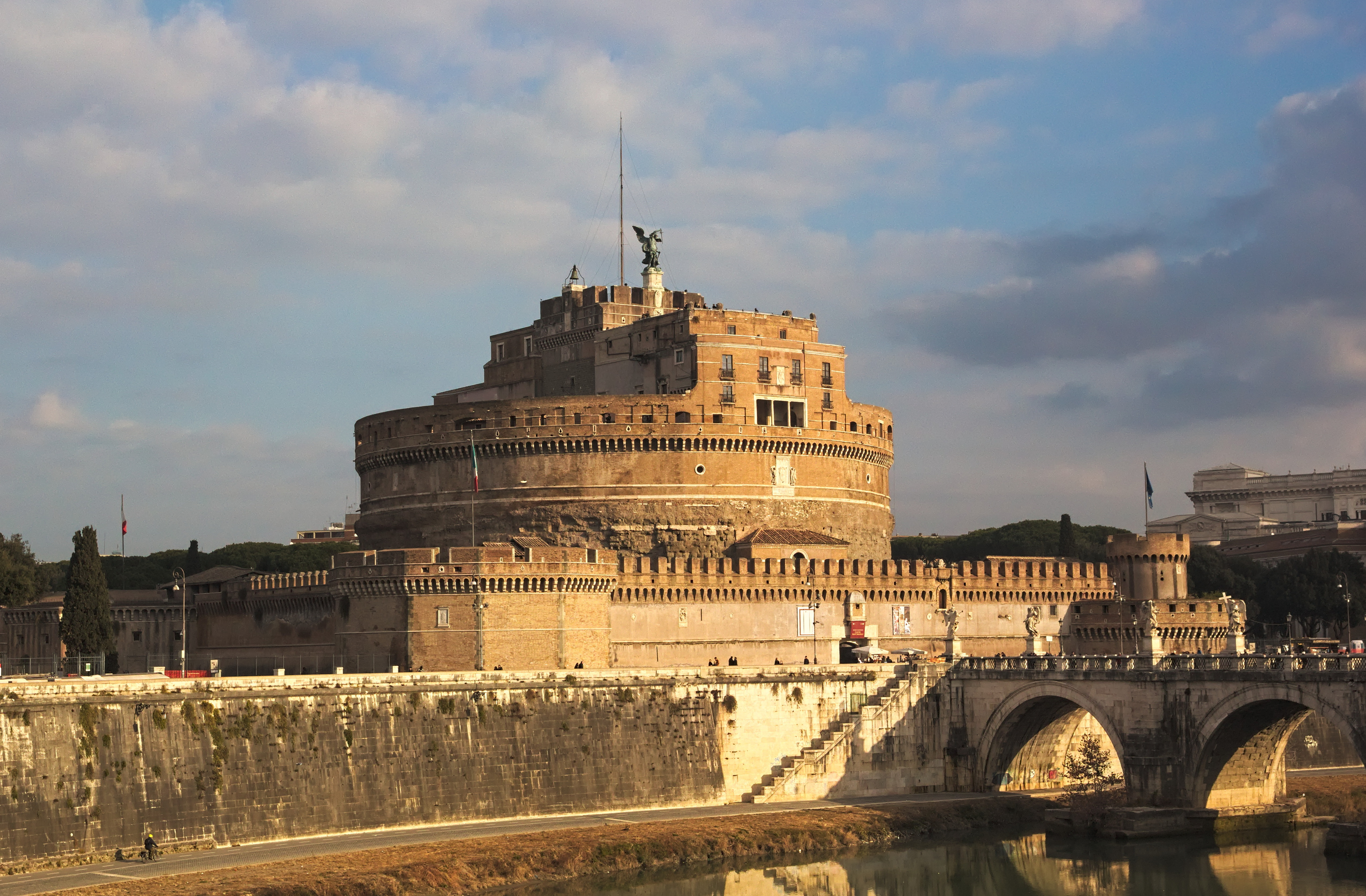
Az Angyalvár

A mauzóleum szót Mauszólosz(görögül: Μαύσωλος; káriai nyelven Mauśoλ; † i. e. 353) káriai satrapa, tehát az Óperzsa Birodalom kis-ázsiai Kária tartományának vezetője, gyakorlatilag önálló uralkodója nevéből képezte nővére és hitvese, Artemiszia, amikor a perzsa és egyiptomi hagyományokat ötvöző díszes síremléket emelt neki Halikarnasszoszban. A halikarnasszoszi mauzóleum lett az ókor hét világcsodájának egyike.

## Nevezetes ókori mauzóleumok
Később a mauzóleum név közneve lett minden jeles síremléknek, különösen olyannak, amely akár méreteivel, akár történelmi vonatkozásaival, akár a rajta lévő szoborművekkel kiválik a többi síremlékek közül. Az Angyalvár Hadrianus császár síremlékének épült 135 és 139 között, a halikarnasszoszi mauzóleum mintájára. Ezek a mauzóleumok sokáig megőrizték az előképükre jellemző centrális elrendezést.
Rómában:
- Caecilia Metella síremléke,

Ravennában:
- Galla Placidia mauzóleuma (centrális, görög kereszt alaprajzú),
- Nagy Teodorik sírja (MNL).

Palotaegyüttes részeként épült:
- Galerius mauzóleuma Thessalonikiben és
- Diocletianus mauzóleuma Spalatóban.

## Magyar mauzóleumok

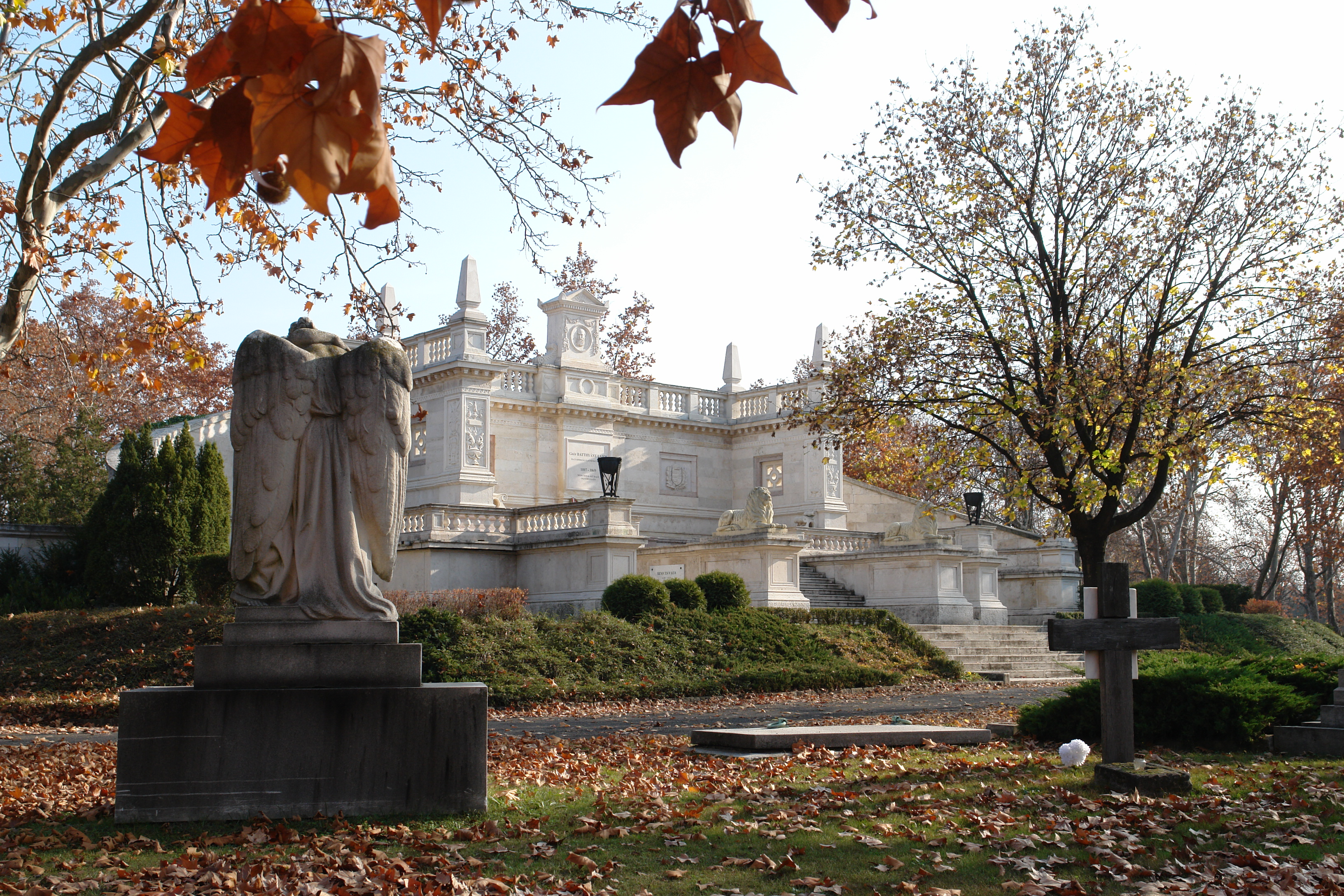
Batthyány Lajos mauzóleuma

- Batthyány Lajos (miniszterelnök), Deák Ferenc (igazságügy-miniszter) és Kossuth Lajos mauzóleuma a Fiumei úti sírkertben.

- Törley-mauzóleum
- Zsolnay-mauzóleum
- Kazinczy-mauzóleum
- Esterházy mauzóleum Gannán

## Külföldi mauzóleumok
- Tádzs Mahal
- Lenin-mauzóleum
- Mao Ce-Tung mauzoleuma